# Анна Мария фон Анхалт
Анна Мария фон Анхалт (на немски: Anna Maria von Anhalt; на полски: Anna Maria Anhalcka; * 13 юни 1561, Цербст; † 14 ноември 1605, Бриг) от династията Аскани, е княжеска абатеса на манастир Гернроде и чрез женитба херцогиня на Бжег, Легница, Волов и Олава.

## Живот
Тя е най-възрастната дъщеря на княз Йоахим Ернст фон Анхалт (1536 – 1586) и първата му съпруга Агнес фон Барби-Мюлинген (1540 – 1569), дъщеря на Волфганг фон Барби.
През 1570 г., на девет години, Анна Мария последва номинално леля си Елизабет III фон Анхалт като абатеса на Гернроде и Фрозе до 1577 г. Тя е последвана от сестра си Сибила фон Анхалт.
На 19 май 1577 г. Анна Мария се омъжва в Бриг (днес Бжег) за херцог Йоахим Фридрих (1550 – 1602), който наследява от брат си Йохан Георг херцогството Бриг през 1592 г. Нейният съпруг умира през 1602 г. В завещанието му от 15 декември 1595 г. той определя Олау за вдовишка резиденция за Анна Мария. Тя поема опекунството и регентството за малолетните си деца.

## Деца
Анна Мария има с Йоахим Фридрих децата:
- Георг Ернст (*/† 6. 1589)
- Йохан Христиан (1591 – 1639), херцог на Легница и Бриг

∞ 1610 принцеса Доротея Сибила фон Бранденбург (1590 – 1625)
∞ 1620 фрайин Анна фон Зицш (1611 – 1639)
- Барбара Агнес (1593 – 1631)

∞ 1620 Ханс Улрих фн Шафгоч, фрайхер фон Кинаст и Грайфенщайн (1595 – 1635)
- Георг Рудолф (1595 – 1653), херцог на Легница

∞ 1614 принцеса София Елизабет фон Анхалт-Десау (1589 – 1622)
∞ 1624 принцеса Елизабет Магдалена фон Мюнстерберг-Оелс (1599 – 1631)
- Анна Мария (1596 – 1602)
- Мария София (1601 – 1654)